# 오사스코

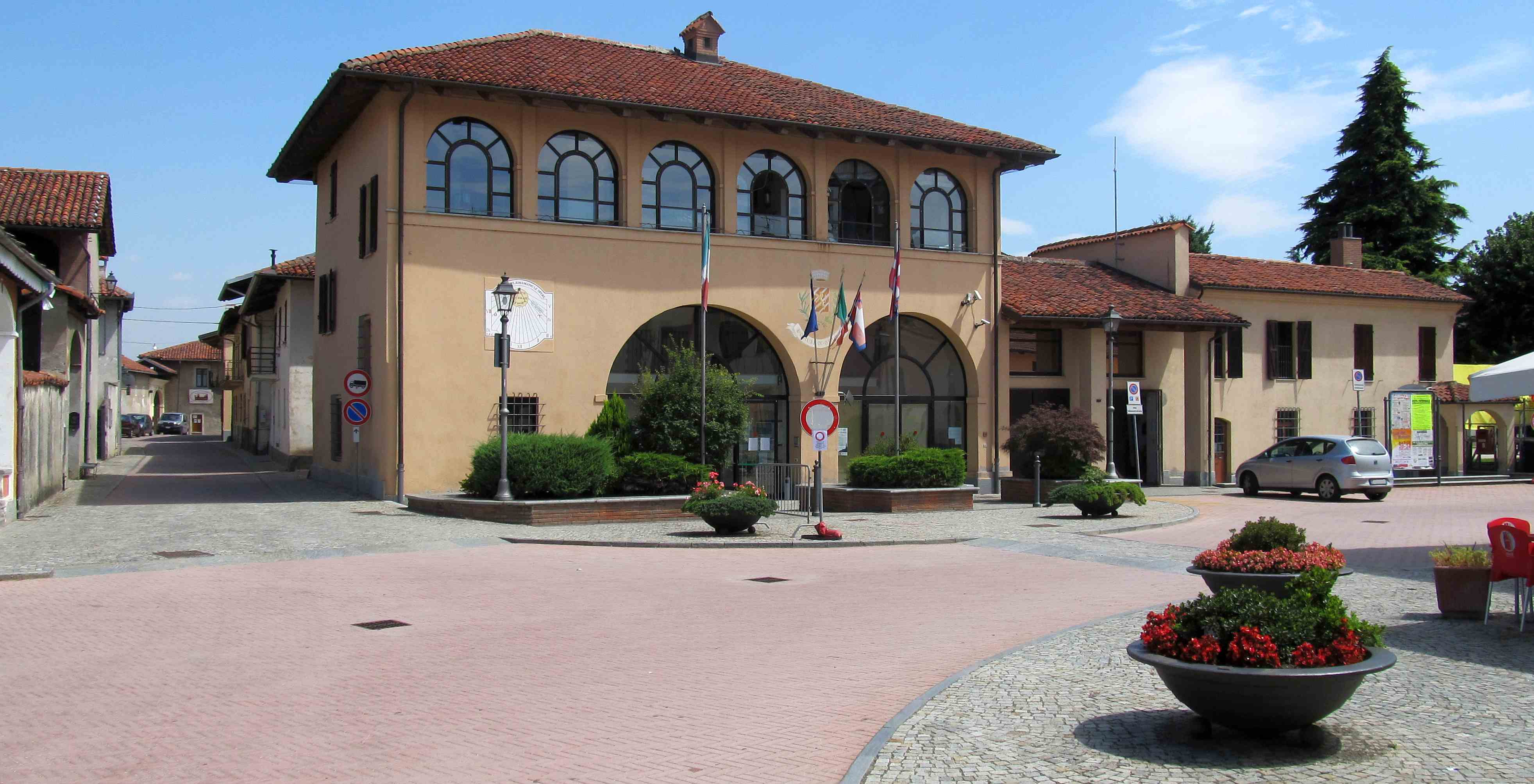
오사스코

오사스코(이탈리아어: Osasco)는 이탈리아 피에몬테주 토리노현에 위치한 코무네로 면적은 5.5km2, 높이는 344m, 인구는 1,138명(2010년 12월 31일 기준), 인구 밀도는 210명/km2이다. 토리노에서 남서쪽으로 약 35km 정도 떨어진 곳에 위치한다.

## 자매 도시
- 브라질 오자스쿠